# Egrestő (Maros megye)
Egrestő (románul Agrișteu, németül Agreschteln, szászul Ajerschteln) falu Romániában Maros megyében. Közigazgatásilag Balavásárhoz tartozik.

## Fekvése
Marosvásárhelytől 19 km-re délkeletre a Kis-Küküllő bal partján a Szénaverős- (egykor Egres-) patak beömlésénél fekszik, Balavásárhoz tartozik, melytől 3 km-re délnyugatra van.

## Nevének eredete
Nevét onnan kapta, hogy az Egres-patak Kis-Küküllői torkolatánál épült.

## Története
1325-ben Egrusthw alakban említik először. Középkori román stílusú református templomát a Szalók nemzetség 
építette, a harangláb 13. századi. 1910-ben 731, többségben magyar lakosa volt, jelentős román kisebbséggel. A trianoni békeszerződésig Kis-Küküllő vármegye Erzsébetvárosi járásához tartozott. 1992-ben 733 lakosából 454 magyar, 174 cigány, 101 román, 3 német volt, közülük 294 református, 224 ortodox, 180 római katolikus volt.